# Tour d'Érythrée 2002
Le Tour d'Érythrée 2002 est la 3e édition du Tour d'Érythrée et a eu lieu en 2002. La course est la troisième édition du Tour récemment restauré après l'indépendance de l'Erythrée, 56 ans après la première édition. L'érythréen Michael Tekle remporte la compétition.